# Indicator
Indicateur
Pour les articles homonymes, voir Indicator (homonymie).
Genre
Indicator est un genre d'oiseaux de la famille des Indicatoridés (ordre des Piciformes), qui regroupe onze espèces de l'écozone afrotropicale. Le nom fait référence au comportement de certaines espèces, notamment le Grand Indicateur, qui guident les humains vers les colonies d'abeilles afin de profiter de la cire et du couvain laissés sur place une fois le nid dépecé.
Les indicateurs sont des parasites de couvée  qui pondent environ cinq œufs en l'espace de cinq à sept jours dans des nids d'autres espèces. La plupart favorise des espèces qui nichent dans des cavités, comme les barbicans ou des pics. Les oisillons sont connus pour éjecter les poussins de leur hôte du nid. Ils ont des crochets sur leurs becs avec laquelle ils perforent les œufs des hôtes ou tuent les oisillons par des lacérations répétées si ce n'est un coup fatal.

## Liste d'espèces
Selon la classification de référence (version 14.2, 2024) du Congrès ornithologique international (ordre phylogénique) :
- Indicator pumilio – Indicateur nain
- Indicator willcocksi – Indicateur de Willcocks
- Indicator meliphilus – Indicateur pâle
- Indicator exilis – Indicateur menu
- Indicator minor – Petit Indicateur
- Indicator maculatus – Indicateur tacheté
- Indicator variegatus – Indicateur varié
- Indicator xanthonotus – Indicateur à dos jaune
- Indicator archipelagicus – Indicateur archipélagique
- Indicator indicator – Grand Indicateur